# Keeni (stacja kolejowa)
Keeni – stacja kolejowa w miejscowości Keeni, w prowincji Valga, w Estonii. Położona jest na linii Tartu - Valga.

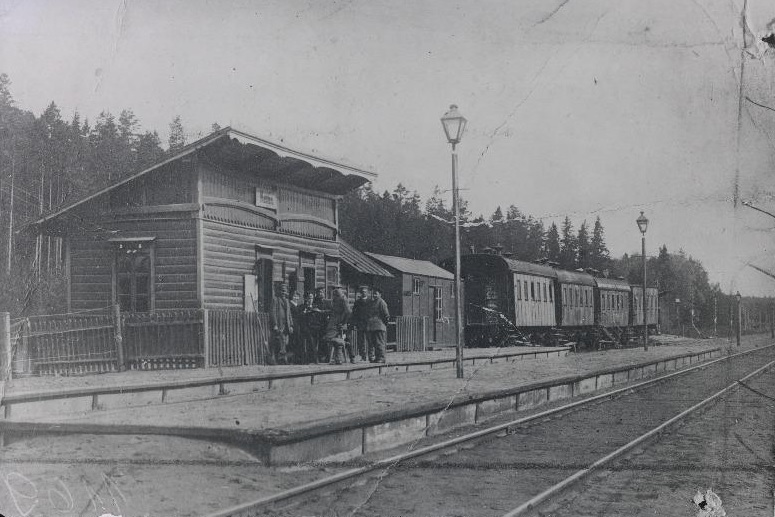
Stacja w 1918
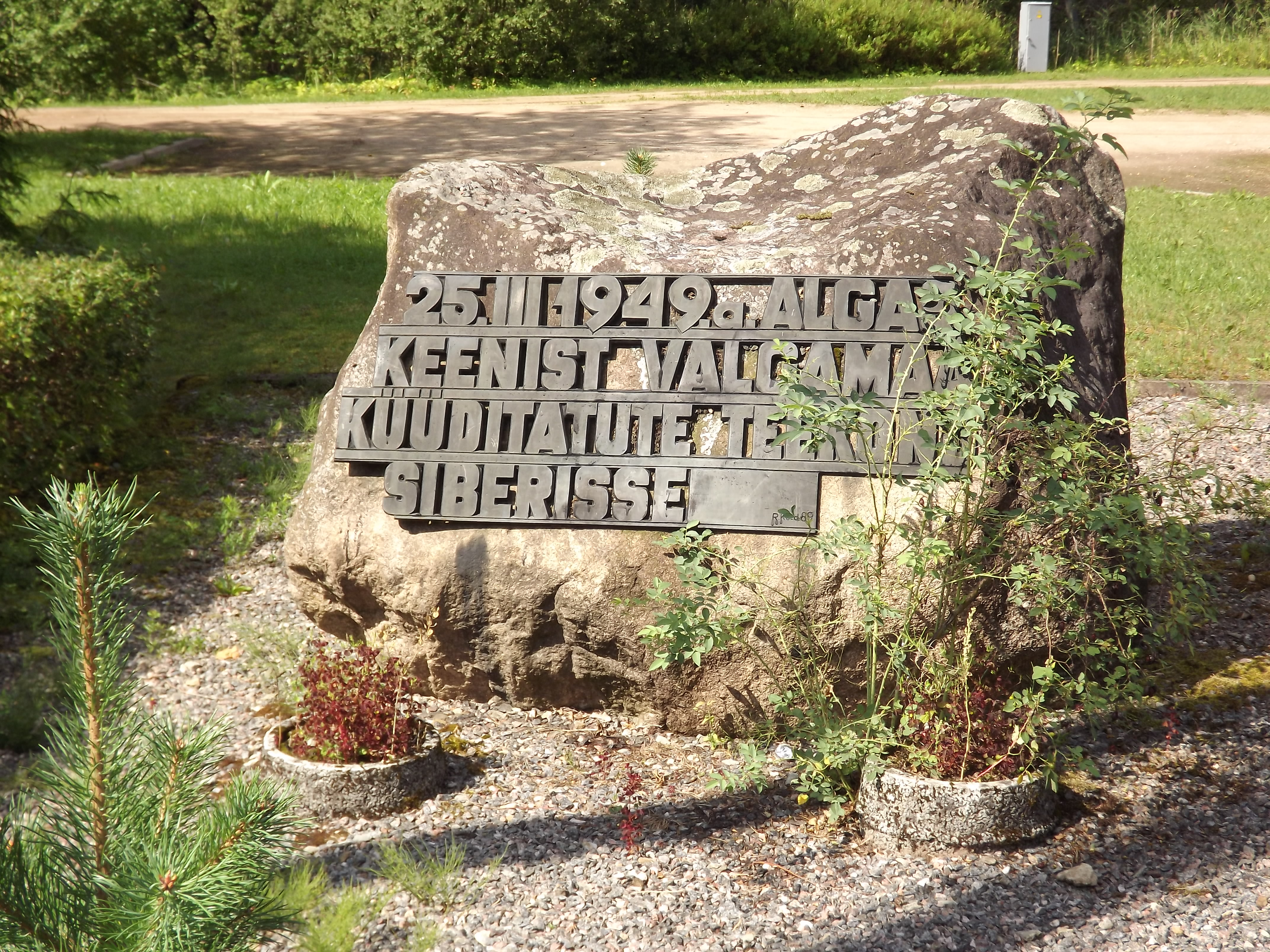
Pomnik Estończyków deportowanych przez komunistów ze stacji Keeni